# Внешняя политика Брунея
Бруней присоединился к Ассоциации государств Юго-Восточной Азии (АСЕАН) 7 января 1984 года, через шесть дней после возобновления полной независимости, и с тех пор его членство в АСЕАН является приоритетом во внешней политике. Бруней присоединился к Организации Объединённых Наций в сентябре 1984 года. Он также является членом Организации исламского сотрудничества (ОИК), Азиатско-Тихоокеанского экономического сотрудничества (АТЭС) и Содружества наций. В Брунее состоялась встреча экономических лидеров АТЭС в ноябре 2000 года. В 2005 году его делегация приняла участие в инаугурационном Восточноазиатском саммите.
Бруней имеет многочисленные дипломатические миссии за рубежом и имеет тесные отношения с Сингапуром, особый валютный режим, а также тесные военные отношения с островным государством. Помимо отношений с другими странами АСЕАН, Бруней также имеет широкие связи с исламским и арабским миром.

## МИД Брунея

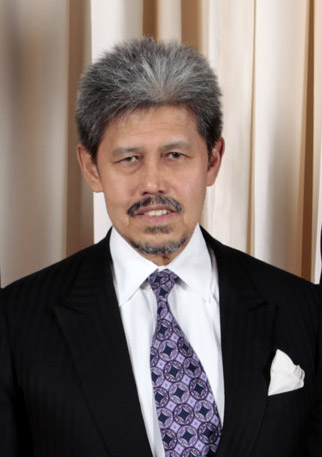
Министр иностранных дел и торговли Брунея, принц Мохамед Болкиах.

Министерство иностранных дел было официально учреждено после провозглашения независимости (1 января 1984 года от Великобритании). Первым министром иностранных дел был назначен принц Мохамед Болкиах (Mohamed Bolkiah).
Однако процесс создания Министерства начался ещё в начале 1979 года с созданием Отделения дипломатической службы (Diplomatic Service Department). Далее у Брунея появилось три миссии за рубежом, а именно в Куала-Лумпуре, Лондоне и Сингапуре. Всем этим миссиям придали статус представительства высокого комиссара (посольство, дипломатическое представительство одной страны Содружества) в 1984 году.

1 августа 2005 года Департамент международных связей и Департамент торговли и ресурсов были объединены в Министерстве иностранных дел и торговли.
Бруней имеет свои миссии почти во всех регионах мира.

## Курс внешней политики
Внешнеполитический курс исходит из принципов провозглашенной Декларации независимости (1 января 1984 г.) и определяется главой государства. Основными из них являются: поддержание дружеских отношений с другими странами и уважении их независимости, суверенитета, и территориальной целостности; невмешательство во внутренние дела других государств; поддержание мира и безопасности в Юго-Восточной Азии.
Целью внешней политики Брунея является укрепление сотрудничества и с близлежащими странами, но не только со странами — членами АСЕАН, но и со странами Азиатско-Тихоокеанского региона.

## Сотрудничество с другими государствами и международными организациями
В 2005 году в Новой Зеландии было подписано первое соглашение о сотрудничестве Брунея, Новой Зеландии, Сингапура и Чили. По этому соглашению торговые барьеры должны были быть ликвидированы к 2015 году. Благодаря таким политическим шагам, авторитет этого государства возрастает. И главную роль в этом играет Хассанал Болкиах. В международных делах он стремится решать проблемы путём переговоров и сотрудничества.
В международных организациях Бруней ведёт активную позицию. Так, в 2000 г. в Брунее прошёл саммит АТЭС. В 2004 и 2005 гг. султан Брунея участвовал в работе АТЭС, АСЕАН, 12-го экономического саммита АТЭС в Чили. Также султан принимал участие в совещании членов АСЕАН в Лаосе, где были приняты договорённости о взаимодействии и партнерстве со странами Северной и Южной Азии.

Развитию двустороннего сотрудничества помогают частые посещения султаном разных стран мира. В 2005 г. был сделаны визиты в Сингапур и Австралию. В ходе визитов обсуждалось сотрудничество в области политики, экономики и безопасности.
Помимо самого султана в международной жизни государства участвуют и другие члены семьи. Так, 2004 году, на встрече министров иностранных дел АСЕАН в Индонезии принцесса от лица своего государства подписала Декларацию об искоренении унижения женщин в странах — членах АСЕАН.
Также в Брунее проходят различные мероприятия, связанные сотрудничеством в области развития сельского хозяйства, малого и среднего бизнеса в регионе.
Летом 2013 года в Брунее проходила ежегодная встреча министров иностранных дел стран АСЕАН, во время которой были подтверждены основополагающие принципы организации — развитие региона во всех областях.

## Отношения с Россией
Дипломатические отношения между Россией и Брунеем были установлены 1 октября 1991 года, однако двустороннее сотрудничество носило формальный характер. Взаимодействие проходило в основном через встречи на международных форумах.
Первая встреча между президентом РФ В. Путиным и султаном Брунея Хассаналом Болкиахом состоялась в ноябре 2000 г. в рамках саммита АТЭС в Брунее.
Новым этапом в российско-брунейских отношениях стал первый в истории официальный визит Х. Болкиаха в Россию в июне 2005 г. В ходе визита был подтверждён обоюдный интерес к сотрудничеству в таких областях, как антитерроризм, военно-техническое сотрудничество, энергетика, инвестиции, образование.
Торгово-экономические связи между странами непостоянны, так как объём взаимной торговли незначителен.